# Wellfleet (Massachusetts)
Wellfleet – miasto w Stanach Zjednoczonych, w stanie Massachusetts, w hrabstwie Barnstable.